# Syńkiwka
Syńkiwka (ukr. Синьківка) – wieś na Ukrainie, w obwodzie charkowskim, w rejonie kupiańskim. W 2023 liczyła 6 mieszkańców, spośród których 6 posługiwało się językiem rosyjskim.